# Tyburn (Bach)

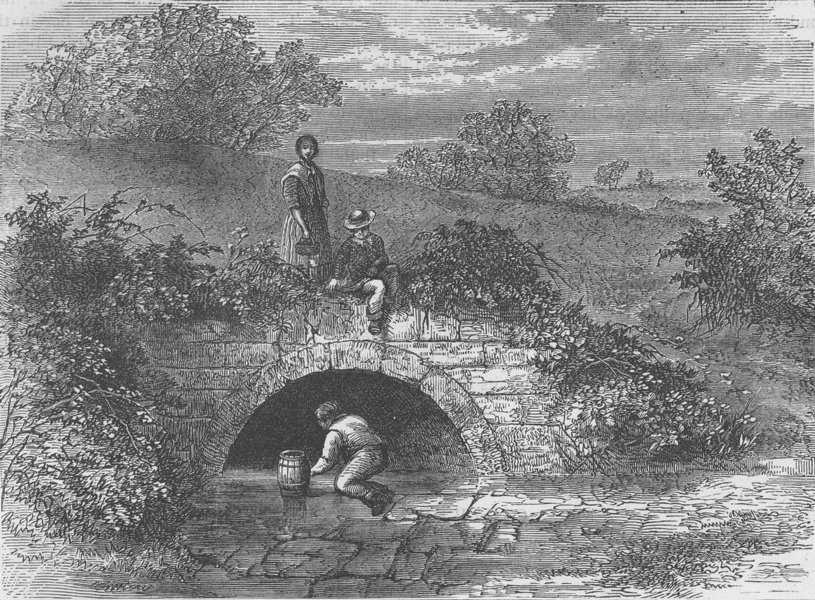
Shepherd’s Well, die Hauptquelle, im Jahr 1820

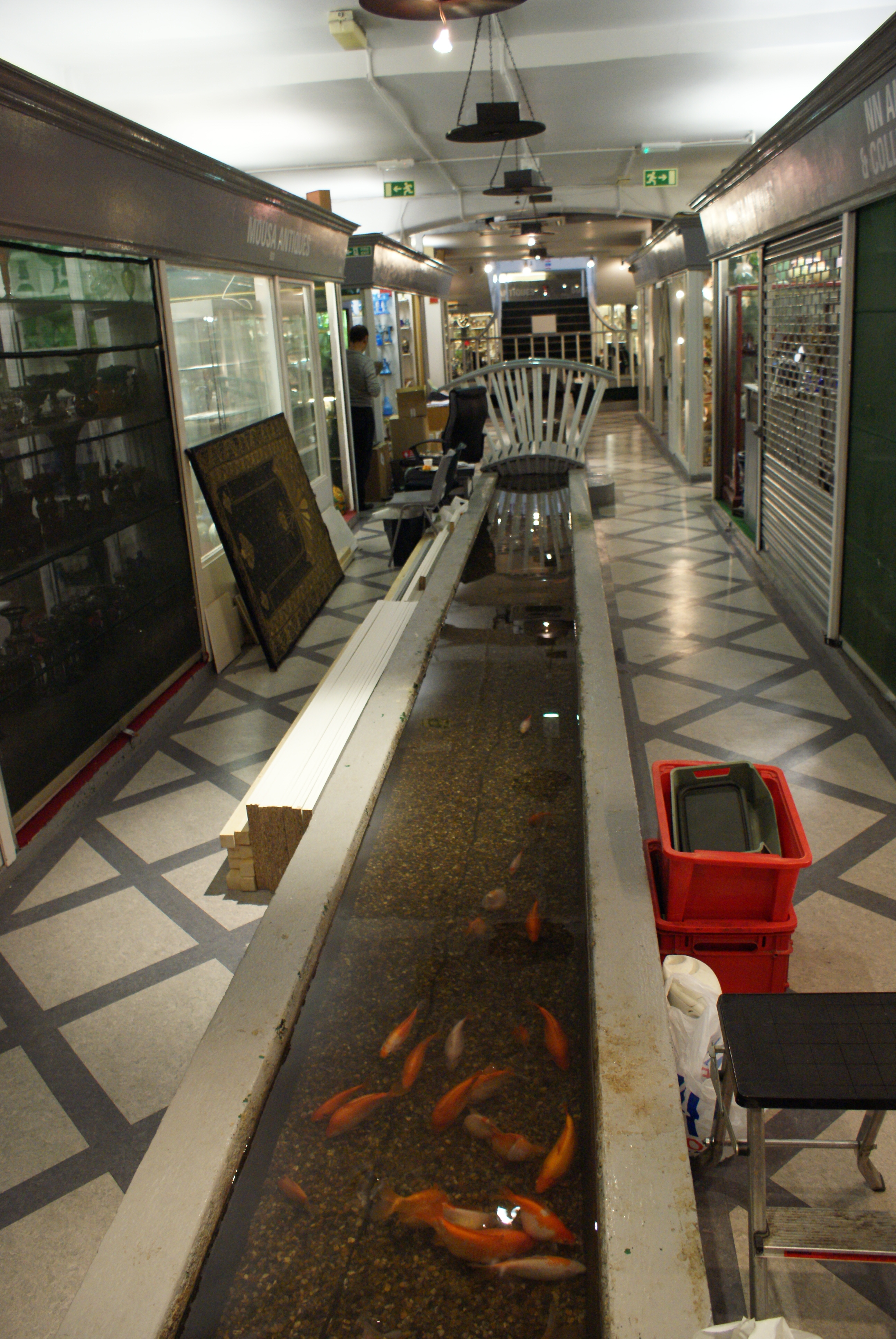
Angeblicher Abschnitt des Tyburn im Untergeschoss eines Antiquitätengeschäfts

Der Tyburn ist ein vollständig unterirdisch verlaufender Bach in London, der als Teil des Londoner Abwassersystems im King’s Scholars’ Pond Sewer verläuft. Er ist Namensgeber des Dorfes Tyburn.
Ursprünglich hatte der Tyburn zwei Quellen, zum einen Shepherd’s Well (heute Fitzjohn’s Avenue), zum anderen eine Quelle auf dem Gebiet von Belsize Manor, das nicht mehr existiert, aber Namensgeber einiger Straßen in South Hampstead ist. Von hier nahm der Bach eine südliche Richtung durch die heutigen Stadtteile Marylebone und Mayfair. Im Gebiet des heutigen St. James’s Park teilte sich der Tyburn in drei Arme. Zwei davon bildeten den Werder Thorney Island, auf dem Westminster Abbey und der Palace of Westminster (Houses of Parliament) errichtet wurden. Dort mündete der Fluss ursprünglich in die Themse.
Durch seine Nähe zu London diente der Tyburn schon früh als Trinkwasserquelle. 1236 brachte eine Leitung vom Oberlauf des Baches, die in der folgenden Zeit immer wieder verlegt wurde, Wasser in die Stadt. Die hohe Bevölkerungszahl in seinem Einzugsgebiet und die damit verbundene starke Nutzung des Gewässers führte jedoch zur Verkleinerung seiner Wassermenge bei gleichzeitiger Verschmutzung. Irgendwann im Spätmittelalter wurde seine Mündung Richtung Süden verlegt und befand sich dann nahe der heutigen Vauxhall Bridge in Pimlico.
In seinem heutigen Verlauf wird der Tyburn oberirdisch über den Regent’s Canal geführt, unterquert dann den Regent’s Park und folgt der Marylebone Lane bis zur Oxford Street (ursprünglich Tyburn Road) und Park Lane (ursprünglich Tyburn Lane). Später unterquert er den Buckingham Palace Richtung Victoria Station. Kurz vor seiner früheren Mündung an der Vauxhall Bridge gibt der Tyburn sein Wasser an einen tiefer liegenden Abwasserkanal ab. Die verbleibende Strecke bis zur Themse ist am Ende durch Fluttore verschlossen.
Im Untergeschoss eines Antiquitätengeschäfts in der Davies Street in Mayfair soll ein Teil des Tyburn zu sehen sein. Da der Bach ein Abwasserkanal geworden ist, kann der offene Graben mit Goldfischen nicht mit dem Tyburn in Verbindung stehen.